# Richard Alpert (Lost)
Richard Alpert egy fiktív szereplő a Lost c. televíziósorozatban.

## A zuhanás előtt
1977 körül Richard találkozott az akkor megközelítőleg 10 éves Bennel. A fiatal Ben csatlakozni szeretett volna Richardhoz és az Ellenségekhez, mire Richard azt mondta, hogy ez nem elképzelhetetlen, ám Bennek nagyon türelmesnek kell lennie. Ezután Ben visszament a Barakkokhoz. Évek múlva, 1987 körül, Richard részt vett a Tisztogatásban, kiírtva a DHARMA Kezdeményezés összes tudósát.
Richard Alpert a Mittelos Bioscience-nek dolgozott, mint egy toborozó. Ethannel együtt elhozták Julietet a Szigetre. Hogy mit tett az ez utáni 3 évben, azt nem tudni. Amit tudni, az az, hogy a zuhanás napján Miamiban volt, és Juliet testvéréről, Rachelről, és kisfiáról készített felvételeket.

## A zuhanás után
Alpertet a Szigeten először a 'The Man from Tallahassee'-ben láthattuk, amikor Ben megkéri, hogy készítse elő a tallahassee-i embert. Ugyanazon a napon Alpert elvezeti Locke-ot és Bent Anthony Cooperhez, Locke apjához.
Pár nap múlva, miután Locke nem képes megölni az apját, Richard elmondja Johnnak, hogy Ben azért tette azt, amit tett, hogy megalázza Locke-ot a Többiek előtt. Továbbá Alpert elmagyarázza, hogy amikor a Többiek megtudták, hogy egy ember meggyógyult a mozgássérüléséből ahogy megérkezett a Szigetre, izgatottak lettek, és meg voltak győződve, hogy Locke különleges. Alpert beszédéből kiderül, hogy néha megkérdőjelezi Ben vezetési módszereit, hisz Ben annyira el van foglalva a terhes nőkkel, hogy már nem is tudja, miért is vannak a Szigeten. Richard biztatja Locke-ot, hogy gyilkolja meg, vagy pedig gyilkoltassa meg az apját, majd odaadja neki Sawyer aktáját.
Pár nap múlva Richard végignézi, amint Locke elveri Mikhailt, majd ott van, amikor Ben visszajön – Locke nélkül – Jacobnál tett látogatásáról. Zaklatott lesz, amikor megtudja, hogy Locke-nak volt egy kis "balesete", valamint ott van, amikor Ben kiadja a parancsot, hogy Pryce a csapatával menjen azonnali határral a túlélők táborába.
Ben Alpertre bízta, hogy vigye el a Többieket a Templomhoz.